# Kvinnornas diskussionsklubb

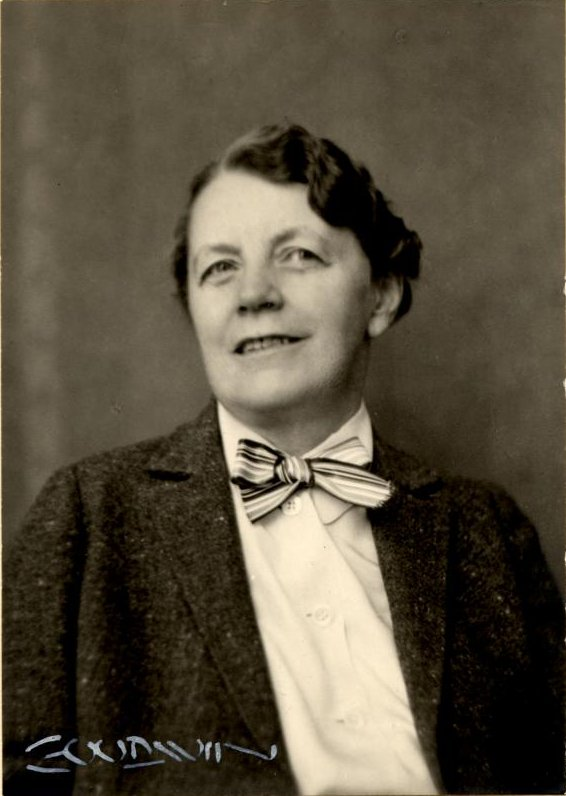
Läkaren Ada Nilsson, här fotograferad 1935, startade Kvinnornas diskussionsklubb 1907 och Frisinnade kvinnor 1914.

Kvinnornas diskussionsklubb (DK) var en svensk diskussionsklubb för kvinnor, bildad i Stockholm 1907.
DK bildades våren 1907 i Stockholm av Ada Nilsson. Bland dess medlemmar fanns bland andra Elin Wägner och Hilda Sachs. DK präglades av den kampanj för kvinnors rättigheter som pågick under denna tid, bland annat rösträttsfrågan, och beskrevs av Sachs som en klubb där kvinnorättsaktivister kunde diskutera andra frågor inom kvinnokampen än den annars dominerande rösträttsfrågan.
DK upphörde 1912.